# Біогрупа екзотичних дерев (пам'ятка природи)
Біогру́па екзоти́чних дере́в — ботанічна пам'ятка природи місцевого значення в Україні. Об'єкт природно-заповідного фонду Хмельницької області. 
Розташована в межах Ярмолинецького району Хмельницької області, в селі Стріхівці. 
Площа 0,5 га. Статус присвоєно згідно з розпорядженням облвиконкому від 22.10.1969 року № 358-р. Перебуває у віданні: Стріховецька сільська рада. 
Статус присвоєно для збереження групи екзотичних дерев, які є залишками парку, що колись належав пану М. Хельмінському. У складі біогрупи: горіх чорний (1 дерево, вік бл. 110 років), сосна Веймутова (17 дерев), ялина канадська (9 дерев) та ялина срібляста (8 дерев). 